# Sv. Ema
Sv. Ema is een plaats in Slovenië en maakt deel uit van de gemeente Podčetrtek in de NUTS-3-regio Savinjska. De plaats telde 193 inwoners op 1 januari 2020.